# Agrilus imbellis
Agrilus imbellis är en skalbaggsart som beskrevs av George Robert Crotch 1873. Agrilus imbellis ingår i släktet Agrilus och familjen praktbaggar. Inga underarter finns listade i Catalogue of Life.